# Türkiz rózsabogár
A türkiz rózsabogár (Chlorocala africana, korábban Smaragdesthes africana) a rovarok (Insecta) osztályának bogarak (Coleoptera) rendjébe, ezen belül a mindenevő bogarak (Polyphaga) alrendjében a ganajtúrófélék (Scarabaeidae) családjába tartozó faj.

## Előfordulása
Afrika trópusi részein él és a következő országokban található meg: Elefántcsontpart, Ghána, Kongói Demokratikus Köztársaság, Tanzánia, Togo és Uganda.

## Alfajai
- Chlorocala africana africana (Drury, 1773)
- Chlorocala africana camerunica (Moser, 1910)
- Chlorocala africana insularis (Schauer, 1941)
- Chlorocala africana kilimana (Kolbe, 1907)
- Chlorocala africana massaica Allard, 1991
- Chlorocala africana meridionalis (Schürhoff, 1935)
- Chlorocala africana mutica (Harold, 1878)
- Chlorocala africana nigritarsis (Schürhoff, 1935)
- Chlorocala africana oertzeni Kolbe, 1895
- Chlorocala africana opalina Allard, 1991
- Chlorocala africana pembana Allard, 1991
- Chlorocala africana smaragdina (Voet, 1779)
- Chlorocala africana sodwana Allard, 1991
- Chlorocala africana subsuturalis (Kraatz, 1891)
- Chlorocala africana tschindeana (Schoch, 1898)
- Chlorocala africana umtaliensis (Schauer, 1941)
- Chlorocala africana viridis (Kolbe, 1897)

## Megjelenése
19–24 milliméter hosszú. Teste hosszúkás; páncéljának felszíne fényvisszaverő. Az egyes alfajok színezete lehet zöld, vörös vagy lila. A hím fején egy szarvszerű képződmény nő.

## Életmódja, szaporodása
Az egyik legközönségesebb Smaragdesthes-faj. Könnyű fogságban szaporítani. A rovar igen termékeny; az egyedek gyorsan fejlődnek.

## Képek

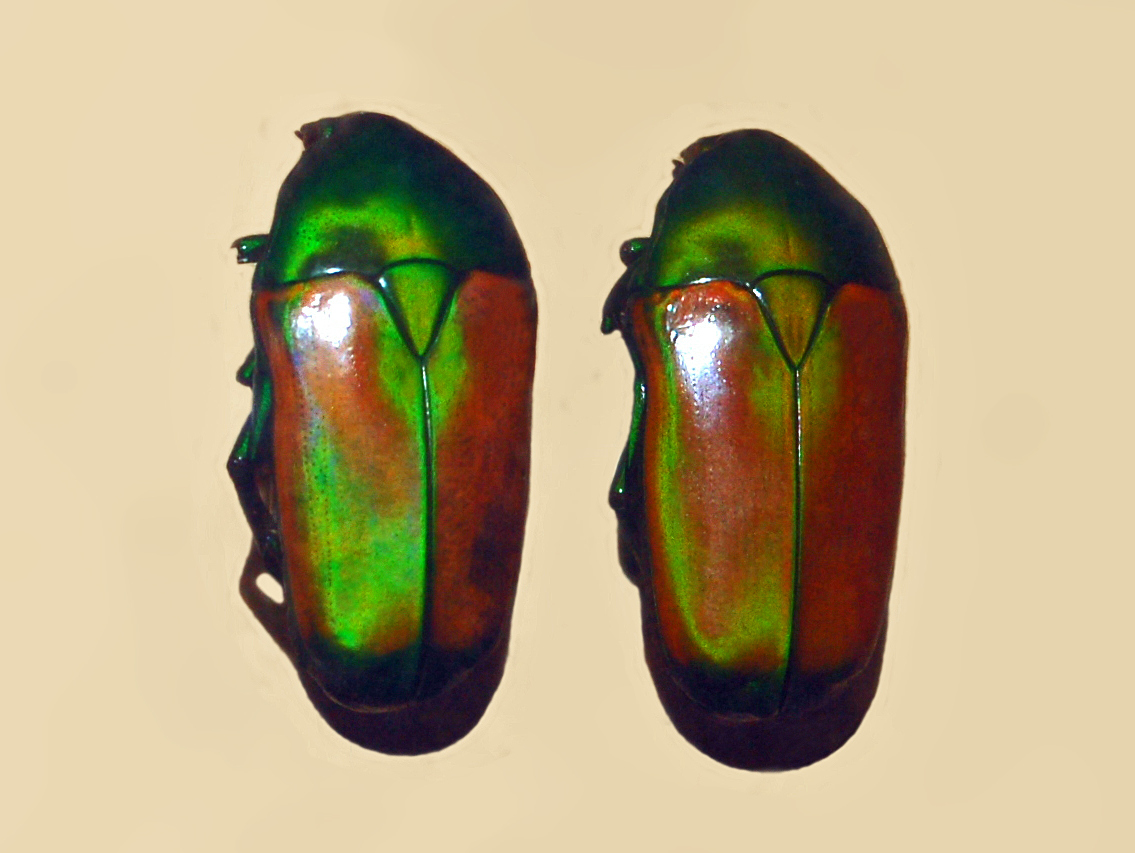
Smaragdesthes africana africana Ugandából
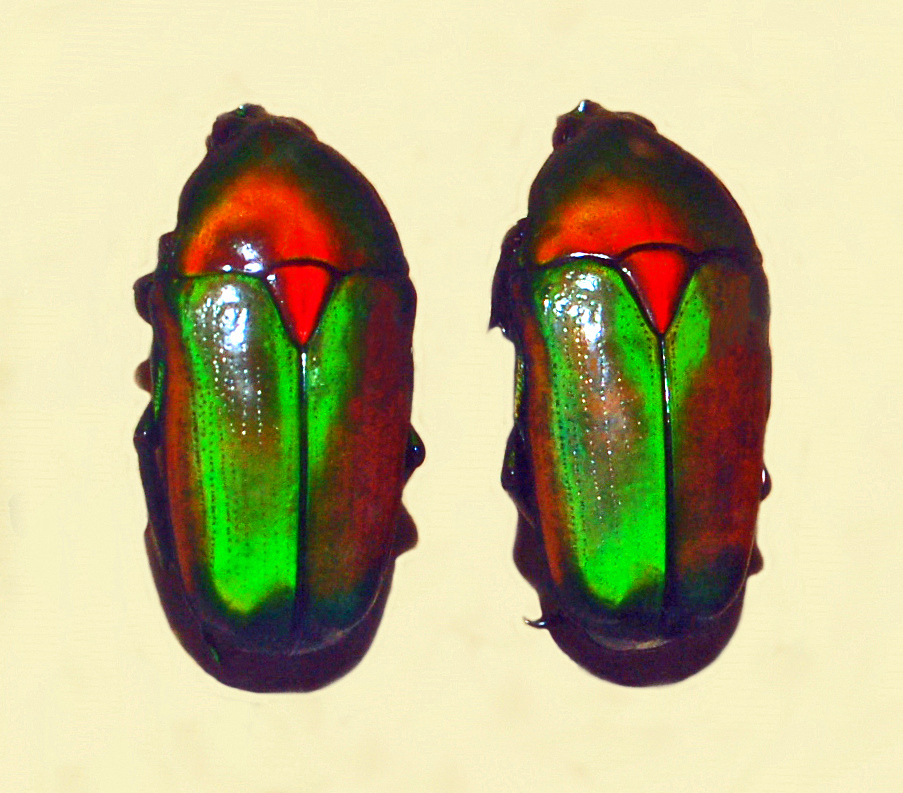
Smaragdesthes africana smaragdina a Kongói Demokratikus Köztársaságból
A bristoli állatkertben

### Fordítás
- Ez a szócikk részben vagy egészben  a   Smaragdesthes africana című angol Wikipédia-szócikk ezen változatának fordításán alapul.  Az eredeti cikk szerkesztőit annak laptörténete sorolja fel. Ez a jelzés csupán a megfogalmazás eredetét és a szerzői jogokat jelzi, nem szolgál a cikkben szereplő információk forrásmegjelöléseként.